# 로렐 캐년 (영화)
로렐 캐년(Laurel Canyon)은 미국에서 제작된 리사 촐로덴코 감독의 2002년 드라마, 뮤지컬 영화이다. 프란시스 맥도맨드 등이 주연으로 출연하였고 제프리 레비-힌트 등이 제작에 참여하였다.

## 출연

### 주연
- 프란시스 맥도맨드
- 크리스찬 베일

### 조연
- 케이트 베킨세일
- 나타샤 맥켈혼
- 알렉산드로 니볼라

## 제작진
- 공동제작: 데이빗 맥기퍼트
- 라인프로듀서: 더라 웨인트롭
- 협력프로듀서: 데이빗 맥기퍼트
- 미술: 캐서린 하드윅
- 의상: 신디 에반스
- 배역: 데보라 아퀼라
- 배역: 메리 트리샤 우드

## 같이 보기
- 1960년대 반문화